# Église Saint-Pholien de Liège
L'église Saint-Pholien est un édifice religieux catholique se trouvant dans le quartier d'Outremeuse, à Liège (Belgique), à l'extrémité est du boulevard de la Constitution. Une première église du XIIe siècle est plusieurs fois reconstruite. L'édifice actuel date de 1914. L'église est placée sous le patronage de saint Feuillen de Fosses. 

## Odonymie
L'église est dédiée à saint Feuillen de Fosses (orthographié aussi Foillan, Foilan, Folien ou Pholien), un moine irlandais du VIIe siècle, missionnaire en Belgique et fondateur de l’abbaye de Fosses-la-Ville. C'est un saint des Églises chrétiennes liturgiquement commémoré le 31 octobre.

## Historique

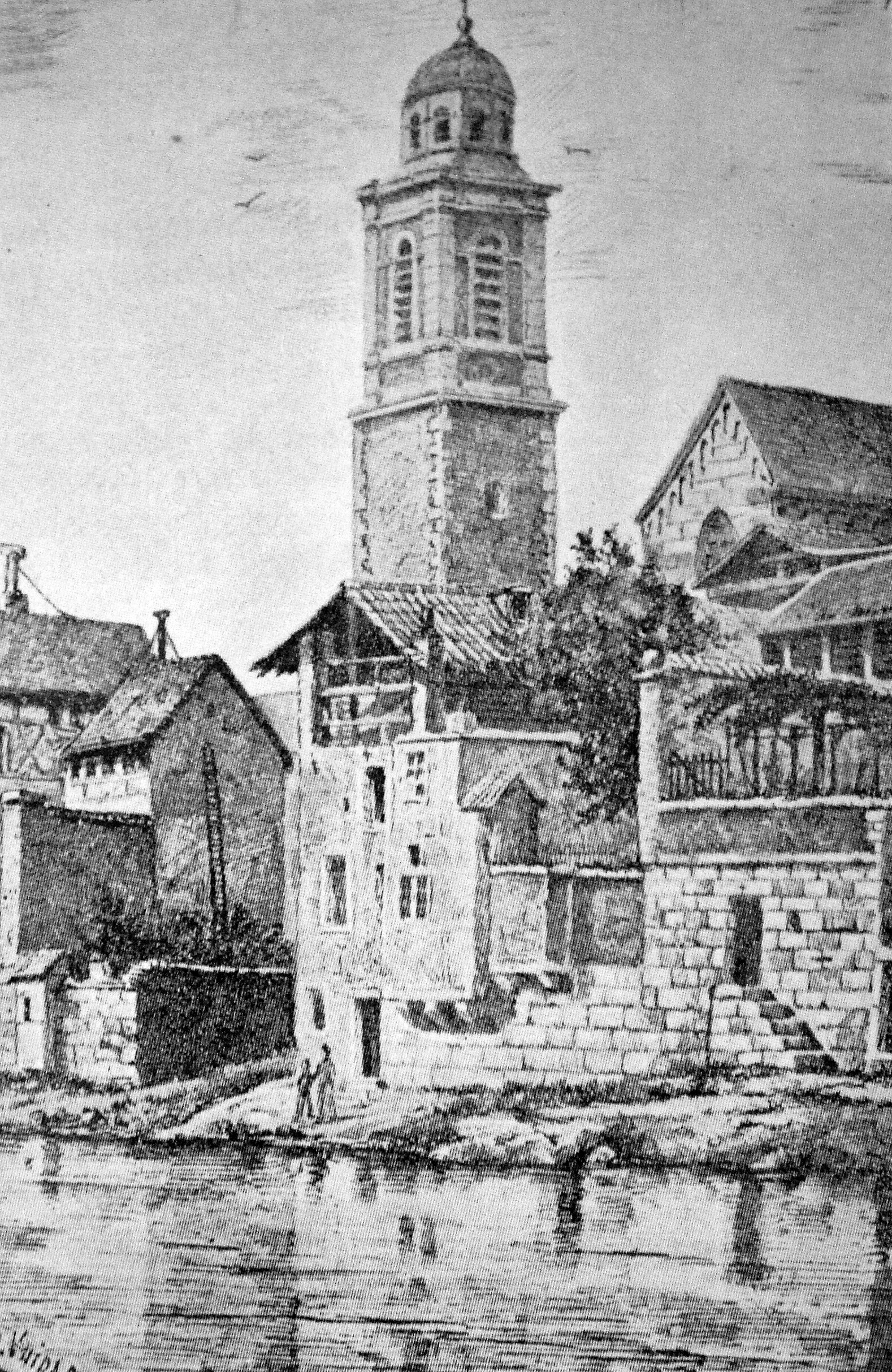
L'église Saint-Pholien de 1842.

L'église d'origine datait probablement du XIIe siècle. Eustache des Prez fonda cette paroisse en 1189. Depuis le XIIe siècle, trois édifices se sont succédé au même emplacement. En 1910, l'église fut rasée pour permettre la réalisation du nouveau plan de voirie. En 1914, l'architecte Edmond Jamar construisit l'église actuelle en style néogothique. Le bâtiment comporte trois nefs sur cinq travées, un transept et une abside à trois pans.
L'intérieur a été décoré en 1937 par Pierre Brouwers. L'autel secondaire, situé sur la gauche du chœur, est dédié à la Vierge des Écoliers : la statue du XIVe siècle provient de l'église démolie de l'ancien abbaye du Val des Écoliers. La Vierge des Tanneurs est une statue en argent datée de 1687 - 1688.

## Index des artistes
Liste chronologique des artistes ayant travaillé à l'église Saint-Pholien, ou dont une œuvre se trouve dans l'église.
- Jules Helbig (1821-1906), peintre
- Edmond Jamar (1853-1929), architecte

## Dans la fiction
- L’église Saint-Pholien est connue des lecteurs de Georges Simenon pour avoir servi de cadre à son célèbre roman policier Le Pendu de Saint-Pholien.  Il y est d'ailleurs fait mention de la démolition et la reconstruction du bâtiment.